# Rajd RAC 1964
Rajd RAC 1964 (21. RAC Rally) – 21. edycja rajdu samochodowego Rajd RAC rozgrywanego w Wielkiej Brytanii. Rozgrywany był od 8 do 12 listopada 1964 roku. Była to dwunasta runda Rajdowych Mistrzostw Europy w roku 1964.

## Klasyfikacja rajdu
| Miejsce                      | Kierowca                     | Pilot                        | Samochód                     | Czas                         | Strata                       |                              |
| Klasyfikacja generalna i ERC | Klasyfikacja generalna i ERC | Klasyfikacja generalna i ERC | Klasyfikacja generalna i ERC | Klasyfikacja generalna i ERC | Klasyfikacja generalna i ERC | Klasyfikacja generalna i ERC |
| ---------------------------- | ---------------------------- | ---------------------------- | ---------------------------- | ---------------------------- | ---------------------------- | ---------------------------- |
| 1.                           | Tom Trana                    | Gunnar Thermanius            | Volvo PV 544                 | 58:48                        | 0.0                          |                              |
| 2.                           | Timo Mäkinen                 | Don Barrow                   | Austin-Healey 3000           | 1:04:20                      | +5:32                        |                              |
| 3.                           | Vic Elford                   | David Stone                  | Ford Cortina GT              | 1:19:18                      | +20:30                       |                              |
| 4.                           | Pat Moss-Carlsson            | Elisabeth Nyström            | Saab 96 Sport                | 1:24:26                      | +25:38                       |                              |
| 5.                           | Bengt Söderström             | Bo Ohlsson                   | Ford Cortina GT              | 1:25:16                      | +26:28                       |                              |
| 6.                           | Roy Fidler                   | Don Grimshaw                 | Triumph 2000                 | 1:27:41                      | +28:53                       |                              |
| 7.                           | Erik Carlsson                | Palm Gunnar                  | Saab 96                      | 1:28:34                      | +29:46                       |                              |
| 8.                           | Berndt Jansson               | Erik Pettersson              | Volkswagen                   | 1:29:59                      | +31:11                       |                              |
| 9.                           | David Seigle-Morris          | Tony Nash                    | Ford Cortina GT              | 1:31:13                      | +32:25                       |                              |
| 10.                          | Sylvia Österberg             | Siv Sabel                    | Volvo PV 544                 | 1:32:29                      | +33:41                       |                              |